# Arizona City
Arizona City is een plaats (census-designated place) in de Amerikaanse staat Arizona, en valt bestuurlijk gezien onder Pinal County.
Arizona City is niet de hoofdstad van de staat Arizona, dat is Phoenix.

## Demografie
Bij de volkstelling in 2000 werd het aantal inwoners vastgesteld op 4385.

## Geografie
Volgens het United States Census Bureau beslaat de plaats een oppervlakte van
16,0 km², waarvan 15,8 km² land en 0,2 km² water.

## Plaatsen in de nabije omgeving
De onderstaande figuur toont nabijgelegen plaatsen in een straal van 32 km rond Arizona City.